# Merafong City Local Municipality
Merafong City (englisch Merafong City Local Municipality) ist eine Lokalgemeinde im Distrikt West Rand der südafrikanischen Provinz Gauteng. Der Verwaltungssitz der Gemeinde befindet sich in Carletonville. Bürgermeister ist Maphefo Mogale Letsie.
Der Name der Gemeinde kommt aus dem Setswana; merafong bedeutet Bergbaurevier. Das Gemeindegebiet besteht aus Städten, die aufgrund des Goldabbaus in der Umgebung entstanden sind.

## Geografie
Durch Merafong City fließen die Flüsse Magalies, Rietspruit, Krokodil, Mooirivierloop und Wonderfontein Spruit. Des Weiteren gibt es auch einen Stausee in der Gemeinde, den Lancaster Dam. Einige Gewässer sind durch die Bergbauaktivitäten mit Schadstoffen belastet.

## Städte und Orte
Die wichtigsten Orte in der Gemeinde sind:
| Ort                           | Einwohner |
| ----------------------------- | --------- |
| Carletonville                 | 22.510    |
| Welverdiend                   | 1.972     |
| Blybank                       | 2.348     |
| Khutsong (mit Khutsong South) | 124.268   |
| Fochville                     | 12.698    |
| Kokosi                        | 32.115    |
| Greenspark                    | 2.412     |
| Wedela                        | 8.751     |

| Ort                 | Einwohner |
| ------------------- | --------- |
| Blyvooruitzicht     | 4.313     |
| Cementation         | 250       |
| Deelkraal           | 1.360     |
| Elandsrand          | 4.615     |
| Doornfontein        | 2.361     |
| Driefontein         | 30.652    |
| Western Deep Levels | 9.970     |

Weitere Orte sind:
- Vreysrus
- Bank
- Oberholzer
- Northdene, Southdene
- Elandsridge
- Leeudrif
- Losberg.

Merafong City war ehemals eine sogenannte cross-boundary municipality, eine Gemeinde über Provinzgrenzen hinweg (Cross-boundary Municipalities Laws and Repeal Related Matters Act 23 of 2005). Mit der Abschaffung dieser, wurde Merafong City 2005 teilweise in die Nordwest-Provinz eingegliedert, wo dieser Gemeindeteil bis 2009 verblieb. Nach teilweise gewalttätigen Protesten in der Township Khutsong kam der Fall vor das südafrikanische Verfassungsgericht. Konkret wurde in der Klage angeführt, dass die Provinz Gauteng die nach Sektion 118 der Verfassung vorgeschriebene öffentliche Beteiligung nicht hinreichend gewährleistet hatte. Das Gericht entschied im Juli 2008, dass das komplette Gemeindegebiet in die Provinz Gauteng einzugliedern sei.

## Bevölkerung
Im Jahr 2011 hatte die Gemeinde 197.520 Einwohner in 66.624 Haushalten auf einer Gesamtfläche von 1630,54 km². Davon waren 86,5 % schwarz, 11,8 % weiß und 1,1 % Coloured. Erstsprache war zu 23,7 % isiXhosa, zu 20,4 % Setswana, zu 18,4 % Sesotho, zu 12,2 % Afrikaans, zu 6 % isiZulu, zu 4,9 % Xitsonga, zu 3,7 % Englisch, zu jeweils 1,4 % Sepedi und Siswati, zu jeweils 0,5 % isiNdebele und Tshivenda, sowie zu 1,5 % eine andere Sprache.

## Wirtschaft
Auf dem Gebiet der Gemeinde gibt es viel Gold. Die Vorkommen gehören zu den größten der Welt. Daher ist der Bergbau auch der wichtigste Industriezweig der Gemeinde (35 % der BWS, 2008). Weitere wirtschaftliche Aktivitäten sind der Handel mit 15 Prozent der BWS und Finanz-, Logistik- und sonstige Dienstleistungen und der Öffentliche Dienst mit jeweils ungefähr 10 Prozent.

## Verkehr
Die Gemeinde ist über die Nationalstraßen N12 und N14 an das überregionale Straßennetz angebunden.